# Bodó
Bodó, municipio en el estado del Rio Grande do Norte (Brasil), localizado en la microrregión de la Sierra de Santana. De acuerdo con el IBGE (Instituto Brasilero de Geografía y Estadística), en el año 2003 su población era estimada en 2.775 habitantes. Área territorial de 254 km².
El municipio fue emancipado de Santana do Matos a través de la Ley nº 6.300, del 26 de junio de 1992, siendo instalado en 1997.
Limita con los municipios Santana do Matos (norte y oeste), Lagoa Nova (sur) y Cerro Corá (este).

## Historia
El poblamiento del lugar se inició en torno de una pequeña naciente, que proveía agua para suplir las necesidades de las primeras familias y sus animales. El sabor del agua fue comparado al gusto del pescado llamado bodó. De esa manera, toda la localidad es conocida por ese nombre. Habitada al principio por criadores de ganado, posteriormente su crecimiento fue acelerado por el ciclo del algodón y finalmente por la minería.

## Economía
En 2002, conforme estimaciones del IBGE, el PIB era de R$ 6,619 millones y el PIB per cápita aproximadamente R$ 2.385.